# Макаби (Петах Тиква)
Футболният клуб „Макаби Петах Тиква“ е основан през 1912 г. от група еврейски ученици от Петах Тиква, които са били ученици в османския град Константинопол (много от тях по-късно ще служат в османската армия по време на Първата световна война). Това го прави втория най-стар еврейски футболен клуб в Израел след „Макаби Тел Авив“, който е създаден през 1906 г.
През 1921 г., след смъртта на члена основател Авшалом Гишим по време на палестинските бунтове от същата година, клубът добавя името му към своето и е прекръстен „Макаби Авшалом Петах Тиква“.
През 1927 г. клубът се премества да играе на стадион „Макаби Петах Тиква“, където ще останат до 1970. През 1935 г. те печелят първото си отличие, побеждавайки Хакоа Тел Авив с 1 – 0 във финала за купата. През 1939 г. стигат до финала отново, но губят с 2 – 1 от Апоел Тел Авив. На следващата година те печелят турнира Haaretz.
Клубът е включен в новата израелска лига през 1949 г., и завършва на пето място. През следващия сезон (1951/52 – не е имало 1950/51) завършват като подгласници да шампиони Макаби Тел Авив и също печелят държавната купа, побеждавайки Макаби Тел Авив с 1 – 0. През сезон 1953/54 (1952/53 също не е игран) те също завършват на второ място, с Елиезер Spiegel като топ голмайстор в Лигата с 16 гола от 22 мача.
След няколко сезона в средата на таблицата, Макаби завършват на дъното на таблицата през 1962/63 (един сезон, в който на клуба са извадени 3 точки, поради подозрения в корупция по време на игра с Макаби Яфа), и трябва да изпадне в Liga Алеф, но Израелската футболна асоциация решава да разшири лигата от 12 до 15 клуба и те са пощадени от понижаване. Въпреки това клубът изпада в края на сезон 1965/66, след като завършват предпоследни.
След два сезона в Лига Alef (един от които – Liga Leumit 1966/68 – продължил две години) клубът се завръща в елитната дивизия през 1969 г. В края на сезон 1970/71 клубът изпада отново, след като завършва предпоследен, но прави незабавно връщане като шампиони в Liga Alef.
Макаби завършва на дъното през 1974/75, но отново са помилвани от изпадане поради разширяване на лигата. След повторно представяне в 1976/77 те отиват надолу. След вземане на друга промоция в елита, клубът е в средата на таблицата, преди да приключи сезон 1987/88 на дъното на таблицата.
През 1990 и 1991 г. клубът печели Artzit Toto Купата на Liga. Те се връщат към елитната дивизия през 1991 г. През 1995 г. клубът печели Toto Cup елитната дивизия за първи път, подвигът се повтаря през 2000 и 2004 г.
През 2001 г. клубът достига финала за купата за първи път през 49 години, губи с 3 – 0 от Макаби Тел Авив. През 2003/04 те завършват на трето място, в зоната за квалификации за Купата на УЕФА. Но домакинството от техния трети квалификационен кръг срещу СК Хееренвеен е отменено от УЕФА заради стачка и те губят с 5 – 0.
През 2004/05 клубът завършва на второ място в първенството и се класира за Купата на УЕФА отново. Този път те са по-успешни, побеждавайки македонския FK Baskimi с общ резулт 11 – 0, преди да нокаутират Партизан Белград (с победа като гост 5 – 2, която идва след загуба с 2 – 0 у дома). Въпреки това в груповата фаза те завършват на дъното след като загубват всичките четири мача.

## Успехи
- Купа на Израел
  -  Носител (1): 2023/24
  -  Финалист (1): 2019/20

## Български футболисти
- Костадин Хазуров: 2014/15 - (13 мача - 1 гол)
- Пламен Гълъбов: 2024/25 - (30 мача - 0 гола)